# Torchlight II
Torchlight II ist ein von Runic Games entwickeltes und am 20. September 2012 veröffentlichtes Hack-&-Slay- bzw. Action-Rollenspiel für den PC. Es ist der Nachfolger des 2009 veröffentlichten Torchlight.

## Spielprinzip
In Torchlight II steuert der Spieler einen von vier Charakteren durch die Spielwelt, tötet Monster, erkundet Dungeons, sammelt Gegenstände und erledigt Quests.

### Charakterklassen
Während im ersten Teil von Torchlight nur drei Charakterklassen mit teils gleichen Fertigkeiten zur Auswahl standen, hat der Spieler in Torchlight II die Wahl zwischen vier grundverschiedenen Klassen, die sich sehr unterschiedlich spielen. Jede Klasse verfügt über drei Fertigkeitsbäume mit je zehn einzigartigen Fertigkeiten, wovon jeweils sieben Fertigkeiten aktiv und drei Fertigkeiten passiv sind.
- Der Berserker ist in ein typischer Nahkämpfer, verfügt aber auch über einige Fertigkeiten zur Beschwörung und Zauberei. Der Berserker hat eine Affinität zu Wölfen, wodurch er beispielsweise Wölfe als Begleiter herbeirufen oder sich selbst in einen Wolf verwandeln kann.
- Der Glutsteinmagier ist eine Zauberer-Klasse, die verschiedene offensive oder defensive Feuer-, Kälte- und Elektrozauber einsetzen kann. Er kann sich außerdem teleportieren und ein Spiegelbild seiner selbst beschwören.
- Der Ingenieur ist eine vielseitige Klasse, die sehr unterschiedliche Spielweisen zulässt. Charakteristisch für den Ingenieur ist die Nutzung schwerer Waffen, wie Hämmer und Kanonen, sowie die Beschwörung mechanischer Begleiter.
- Der Vagant ist ein Fernkämpfer und Beschwörer. Er beherrscht Klingenzauber, die vorwiegend im Fernkampf eingesetzt werden, sowie besondere Fertigkeiten im Umgang mit Schusswaffen und bei der Beschwörung von Schatten-Kreaturen.

Geschlecht und Aussehen des Helden können vom Spieler angepasst werden, haben aber keinen Einfluss auf den Spielverlauf.

### Begleiter
Zu Beginn des Spiels kann man unter vierzehn Haustieren eins auswählen, welches den Helden ständig begleitet. Die Begleiter folgen dem Helden durch das Spiel, kämpfen an seiner Seite und können mit Gegenständen und Zaubern ausgerüstet werden.

### Charakterentwicklung
Der Held erhält Erfahrung für das Töten von Monstern und für das Abschließen von Quests. Hat er ausreichend Erfahrung gesammelt, steigt er um ein Level auf. Für jeden Levelaufstieg kann der Held einen Fertigkeitspunkt und fünf Attributpunkte vergeben. Das maximale Level ist 100. Außerdem erhält der Spieler Ruhm für erledigte Quests und das Töten besonderer Boss-Monster. Wenn der Held genügend Ruhm gesammelt hat, steigt er um eine von 33 Ruhm-Stufen auf, wofür er je einen zusätzlichen Fertigkeitspunkt und einen besonderen Ehrentitel erhält.
Die Helden besitzen vier unterschiedliche Attribute, die nach Belieben ausgebaut werden können.
- Stärke erhöht den ausgeteilten Schaden in Nah- und Fernkampf.
- Geschicklichkeit verbessert die Chance auf einen kritischen Treffer (ein Angriff, der zusätzlichen Schaden anrichtet) und die Chance, Angriffen auszuweichen. Außerdem steigert Geschicklichkeit den Schaden von Patzern (misslungenen Angriffen).
- Fokus erhöht das Mana des Spielers und steigert den Schaden magischer Angriffe. Bei Helden mit zwei Waffen erhöht sich durch Fokus auch die Chance auf Exekutieren (gleichzeitiger Angriff mit beiden Waffen).
- Vitalität erhöht den Lebensvorrat des Spielers, seinen Rüstungswert und seine Chance, gegnerische Angriffe mit einem Schild abzublocken.

Im Grundspiel ist es nicht möglich die Talentpunkte zurückzusetzen, lediglich die letzten 3 Talentpunkte können gegen Goldkosten zurückgesetzt werden. Es existieren jedoch Modifikationen, die den Reset aller Talentpunkte möglich machen.

### Gegenstände
Wie in modernen Hack & Slays üblich, spielen die Gegenstände eine zentrale Rolle in Torchlight II. Die Ausrüstungsgegenstände existieren in den Qualitätsstufen normal (weiß), verzaubert (grün), selten (blau), einzigartig (golden) und legendär (orange). Verzauberte und seltene Gegenstände verfügen über zufallsgenerierte Eigenschaften, einzigartige und legendäre Gegenstände über besondere Verzauberungen, die auf normalen Gegenständen nicht möglich sind.
Gegenstände können durch das Sockeln von Glutsteinen verbessert werden. Einzigartige Gegenstände haben immer einen Sockel zur Erweiterung, legendäre Gegenstände verfügen sogar über zwei Sockel.
Wie schon in Torchlight, lassen sich Gegenstände bei NPCs durch Verzauberungen aufwerten. Verzauberungen sind allerdings nicht mehr beliebig oft möglich, sondern nur noch bis zu einem vom verzaubernden NPC abhängigen Limit. Die meisten Verzauberer können Gegenstände zwei- oder dreimal verzaubern. Das Maximum liegt bei vier Verzauberungen. In Torchlight II ist es nicht mehr möglich, dass Gegenstände bei der Verzauberung versehentlich entzaubert werden und alle Eigenschaften verlieren.
Neben den Ausrüstungsgegenständen existieren noch viele Verbrauchsgegenstände, wie Tränke, Schriftrollen und Fische. Fische können an verschiedenen Stellen im Spiel geangelt und an den Begleiter verfüttert werden, um ihm zusätzliche Eigenschaften oder Verwandlungen zu verleihen. Angellöcher findet man in den Städten und auch an zufällig generierten Orten außerhalb der Städte. Die Angellöcher in den Städten können beliebig oft befischt werden, während die zufällig generierten Angellöcher nur drei bis neun Versuche zulassen. Im Gegenzug haben die zufällig generierten Angellöcher bessere Chancen auf gute Ausbeute.

## Handlung
Torchlight II knüpft direkt an die Handlung des Vorgängers Torchlight an. Nach dem Sieg über Ordrak in den Minen unter der Stadt Torchlight wird der Alchemist, eine der Charakterklassen des ersten Teils, vom Herzen Ordraks verdorben und auf die Seite des Bösen gezogen. Ordraks Herz verleiht dem Alchemisten ungewöhnliche Macht, die dieser dazu einsetzt, die Stadt Torchlight zu zerstören. Der Zerstörer (eine der beiden anderen Charakterklassen aus Torchlight I) sowie Syl versuchen den Alchemisten aufzuhalten, unterliegen jedoch im Kampf, wobei Syl getötet wird und der Zerstörer nur knapp entkommt. Der Zerstörer flüchtet aus Torchlight und warnt den Helden, der daraufhin die Verfolgung des Alchemisten aufnimmt.
Die Suche des Helden nach dem Alchemisten zieht sich durch vier verschiedene Akte. Der erste Akt spielt in der Gegend Estheria, in der sich auch die Stadt Torchlight befindet. Ausgehend von der Enklave der Estherianer, erkundet der Held die Steppen- und Wiesenlandschaften des ersten Aktes und später schneeverschneite Gebirgslandschaften. Der zweite Akt spielt in den Mana Wastes, Wüstenlandschaften um die Ausgangsstadt Zeryphesh. Der dritte Akt spielt in der Gegend Grunnheim, einer düsteren, von dichtem Wald bewachsenen Landschaft. Vom Imperialen Lager, der Ausgangsstadt des dritten Aktes, gelangt man schließlich in den finalen Akt. Im vierten Akt, einem unterirdischen Minensystem, trifft der Held schließlich den Alchemisten, tötet ihn und nimmt Ordraks Herz an sich. Am Ende des Spiels vernichtet der Held den Netherfürsten und nutzt die Macht von Ordraks Herz, um die drohende Invasion der Netherim abzuwenden.

## Spielmodi
Nach dem Durchspielen der vier Akte kann das Spiel als „Neues Spiel Plus“ neu gestartet werden, wodurch die Kampagne mit stärkeren Monstern und besserem Loot unter Beibehaltung der bisher erreichten Eigenschaften und Gegenstände erneut durchgespielt werden kann. Das Neue Spiel Plus lässt sich beliebig oft wiederholen. Nach dem vierten Neuen Spiel Plus steigt der Schwierigkeitsgrad jedoch nicht weiter an.
Eine grundlegende Neuerung gegenüber dem Vorgänger Torchlight ist der Multiplayer-Modus. Torchlight II ist neben dem Einzelspiel sowohl über LAN als auch im Internet via Peer-to-Peer kostenlos spielbar. An einer Multiplayer-Partie können bis zu sechs Spieler teilnehmen. Alle Charaktere werden lokal auf dem Computer des Spielers gespeichert, was die Spielstände sehr anfällig für Cheats macht.

## Technik
Torchlight II basiert auf der OGRE-Engine, die schon für Torchlight verwendet wurde. Neu gegenüber dem Vorgänger sind Wetter-Effekte sowie Tag- und Nachtwechsel.

## Entwicklung & Vertrieb
Das Spiel wurde von Runic Games entwickelt und am 20. September 2012 als Download in englischer Sprache veröffentlicht. Am 30. Oktober 2012 veröffentlichte der deutsche Publisher Daedalic Entertainment eine Retail-Version mit deutscher Lokalisierung. Am 12. Dezember 2012 wurde die deutsche Übersetzung durch einen Patch auch Spielern der Download-Version zugänglich gemacht. Am 27. September 2013 wurde von Daedalic Entertainment unter der Bezeichnung „Black Edition“ eine Neuauflage der Retail-Version veröffentlicht, in der neben dem aktuellen Patch 1.25 auch der Editor und der Soundtrack von Matt Uelmen enthalten sind. In den meisten Ländern ist das Spiel nach wie vor nur als Download verfügbar.
Schon kurz nach der Veröffentlichung begann Runic Games mit der Portierung zu Mac OS, die allerdings wegen unerwarteter Probleme erst am 2. Februar 2015, mehr als zwei Jahre nach Veröffentlichung des Originalspiels, veröffentlicht wurde. Am 4. März 2015 wurde auch eine Linux-Portierung über Steam veröffentlicht.

## Rezeption
Das Spiel wurde vorwiegend positiv bewertet. Der Bewertungsspiegel Metacritic errechnete eine durchschnittliche Bewertung von 88 % aus 67 Kritiken. Positiv hervorgehoben wurden in vielen Kritiken insbesondere der hohe Wiederspielwert, das gelungene Item-Design und der gute Spielfluss. Als negative Punkte wurden oft die polygonarme Comic-Grafik und die schwache Handlung angesehen.
Am 25. Juli 2013 wurde bekanntgegeben, dass von Torchlight II bis dato zwei Millionen Einheiten verkauft wurden. Die erste Million wurde laut Runic Games bereits im Dezember 2012 erreicht.

## Modifikationen
Von Fans erstellte Modifikationen werden vonseiten der Entwickler aktiv unterstützt und erfreuen sich großer Beliebtheit bei den Spielern. Wie schon beim Vorgänger Torchlight, veröffentlichte Runic Games am 1. April 2013 die eigenen Entwicklerwerkzeuge mitsamt einer umfangreichen Dokumentation in englischer Sprache. Der Editor „GUTS“ ist eine Weiterentwicklung des „TorchED“ aus Torchlight. Mithilfe des Editors lassen sich nahezu alle Aspekte des Spiels ohne Programmierkenntnisse verändern und erweitern, beispielsweise Fertigkeiten, Eigenschaften der Klassen, Quests, Ereignis-Skripte, Monster, Gegenstände und Gebiete.
Nach der Veröffentlichung des Editors bildete sich schnell eine aktive Modding-Szene. Mittlerweile sind bei Steam Workshop über 900 Modifikationen verfügbar, die Modding-Seite Runic Games Fansite bietet über 2000 Mods zum Download an. (Stand: Februar 2015)
Zur Verwaltung der Modifikationen stellt Runic Games den „ModLauncher“ bereit, der das Starten von bis zu zehn verschiedenen Modifikationen gleichzeitig ermöglicht und eine Funktion zur Priorisierung von Mods besitzt, die sich inhaltlich überschneiden. Weiterhin lassen sich Mod-Kombinationen zur Wiederverwendung abspeichern. Über die Update-Funktion werden alle installierten Modifikationen automatisch auf dem neuesten Stand gehalten.
Aufgrund der Möglichkeit, mehrere Mods miteinander zu kombinieren, sind kleinere Modifikationen mit starkem Fokus auf einzelnen Aspekten typisch für Torchlight II. Besonders beliebte Mods sind:
- Respec-Mods (vollständige Umverteilung der Fertigkeitspunkte)
- Inventar-Mods (erhöhter Stauraum in Inventar oder Truhe)
- Mods mit neuen Klassen und Fertigkeiten
- „Synergies Mod“ (eine Total Conversion mit neuen Klassen, Quests, Monstern und Items)